# NGC 4519A
NGC 4519A (другие обозначения — MCG 2-32-134, ZWG 70.165, VCC 1501, PGC 41706) — галактика в созвездии Дева.
Этот объект не входит в число перечисленных в оригинальной редакции «Нового общего каталога» и был добавлен позднее.